# 塔帕科查區
塔帕科查區（西班牙語：Distrito de Tapacocha），是秘魯的一個區，位於該國北部安卡什大區的雷奈伊省，始建於1936年3月5日，面積81.23平方公里，海拔高度3,608米，2005年人口483，人口密度為每平方公里5.9人。